# Biķernieku iela

Biķernieku iela est une rue de la banlieue de Vidzeme à Rīga en Lettonie.

## Présentation
La rue Biķernieku iela traverse les quartiers de Teika, Mežciems, Dreiliņi, Jugla et Brekši.
La rue Biķernieku iela commence à l'intersection des rues Gustava Zemgala gatve et Brīvības gatve et s'étend jusqu'à la frontière de la ville de Riga, près de l'usine de papier Jugla.
La longueur totale de la rue est de 9 020 mètres et elle se compose de 2 à 4 voies de circulation.
La rue traverse la forêt de Biķernieki.
Le court tronçon allant du début de la rue jusqu'à l'intersection avec une rue transversale sans nom (longue d'environ 150 m) est une impasse, car la rue n'est pas reliée à l'intersection de Gustava Zemgala gatve et Brīvības gatve. La rue Biķernieku iela à son début est bordée principalement d'anciens immeubles de faible hauteur jusqu'à la rue Laimdotas, plus loin se trouvent également des immeubles de grande hauteur plus récents.

## Bâtiments
- Biķernieku iela 13 - Musée Teodors Zaļkalns[2],
- Biķernieku iela 36 - Kugrena Aija (1930), monument architectural protégé d'importance locale[3],
- Biķernieku iela 122 – Manoir de Kauli (XVIIIe siècle)[4],
- Biķernieku iela 146 - Église Sainte-Catherine, monument architectural du XVIIIe siècle.
- Biķernieku iela 200 – Manoir de Brekši (lv)[5]

## Galerie

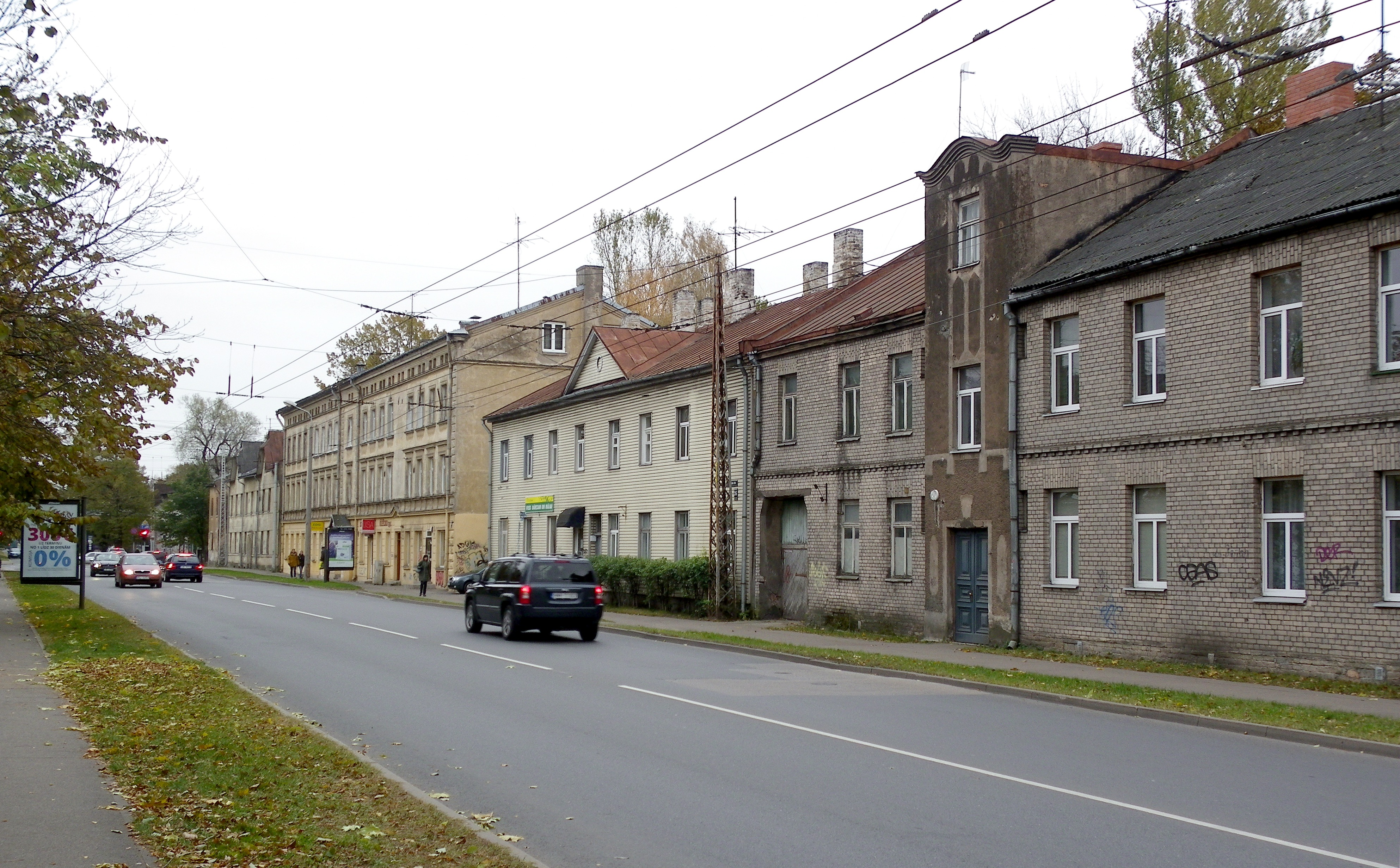
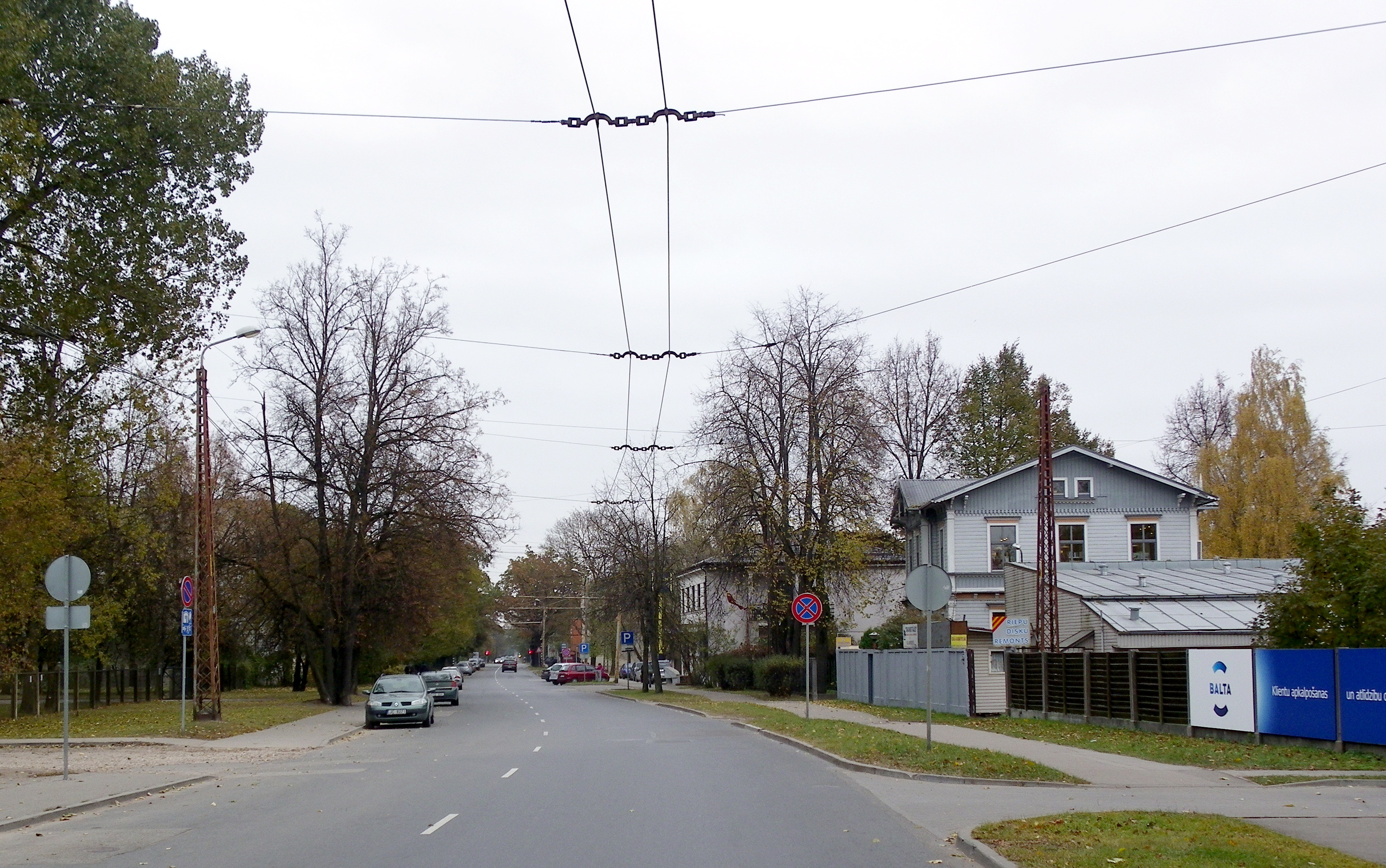
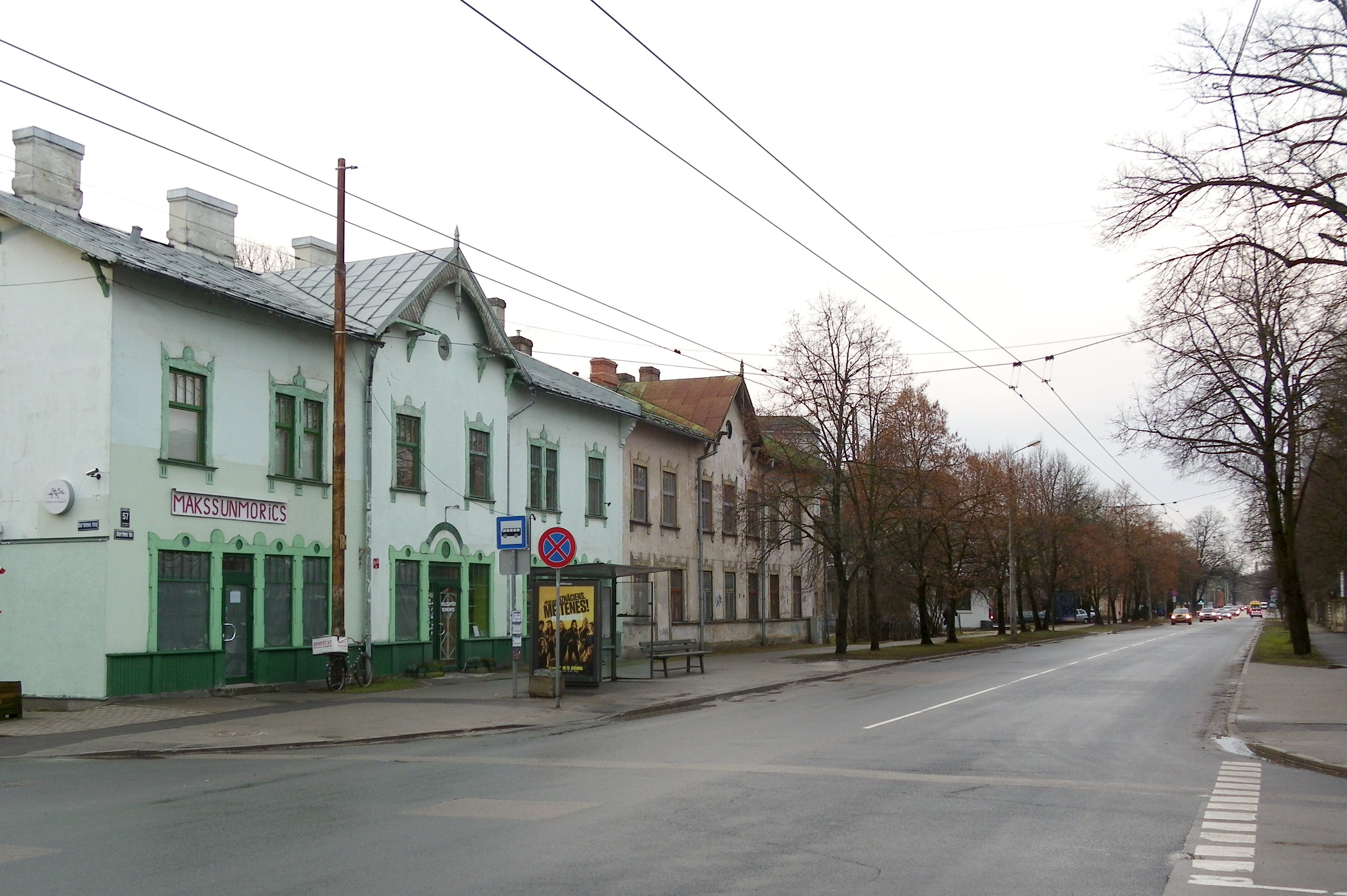
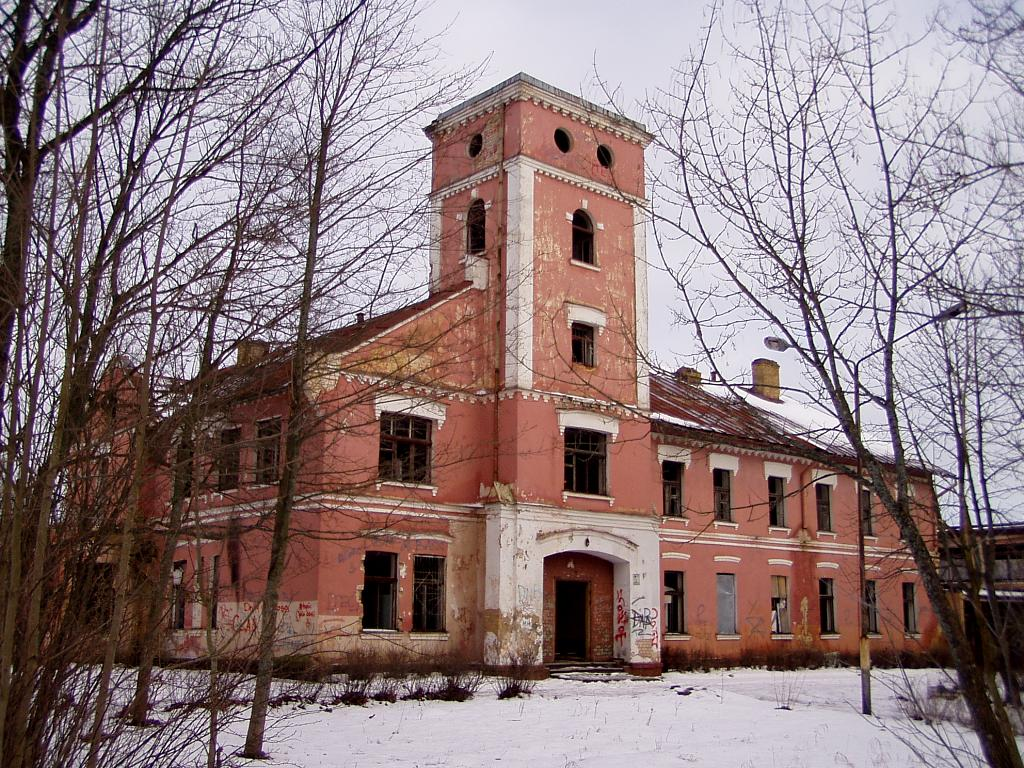

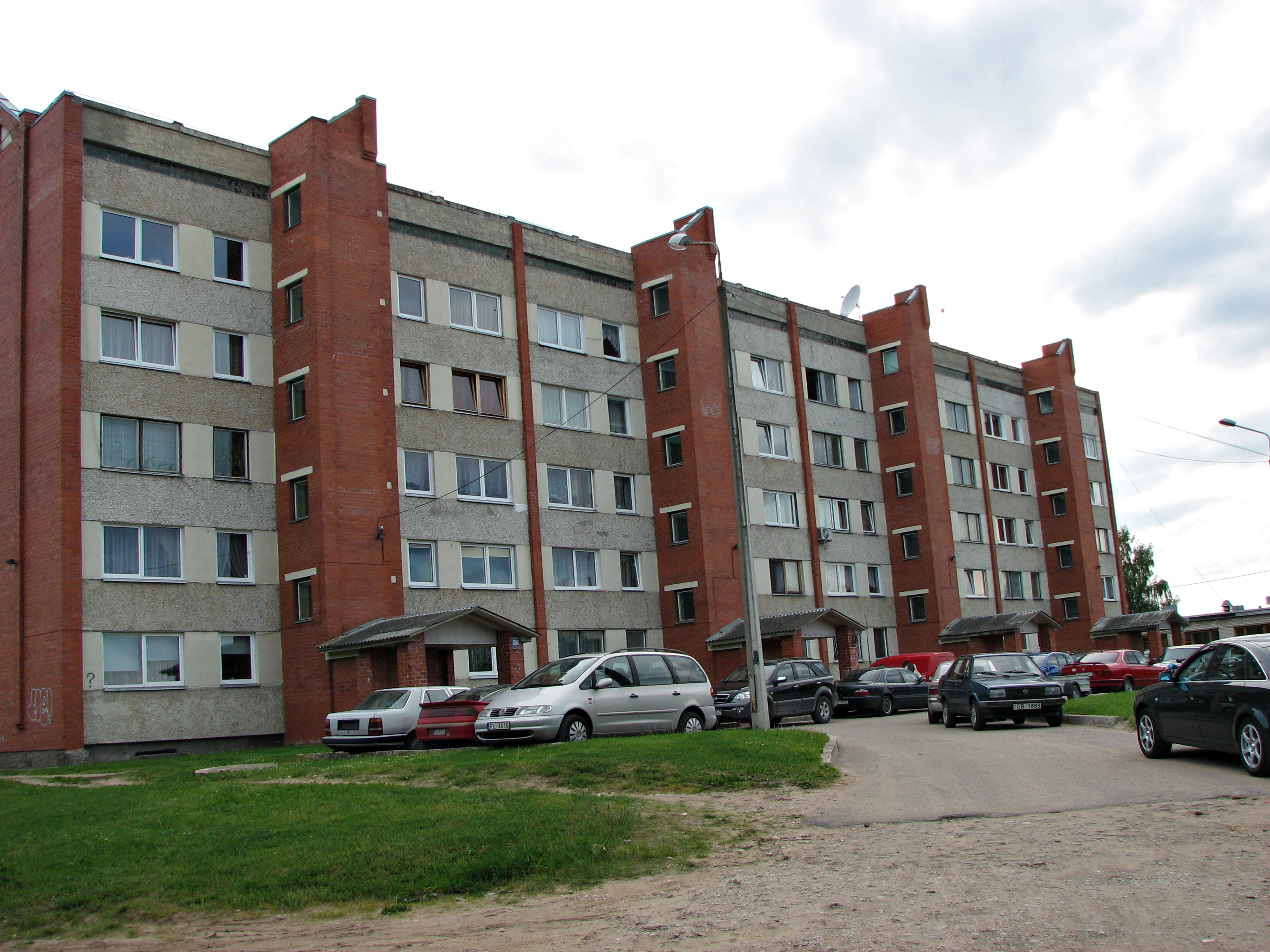
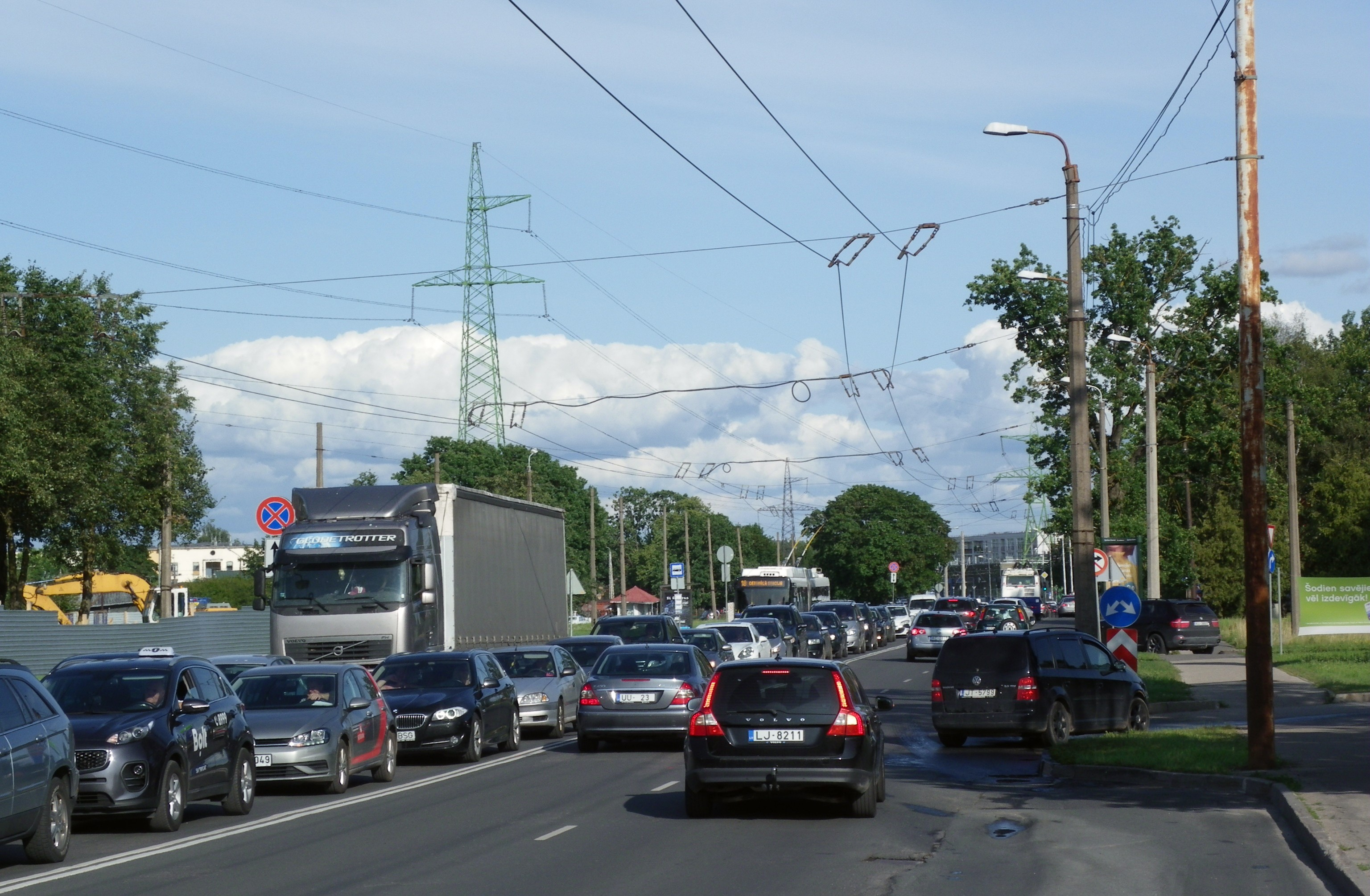
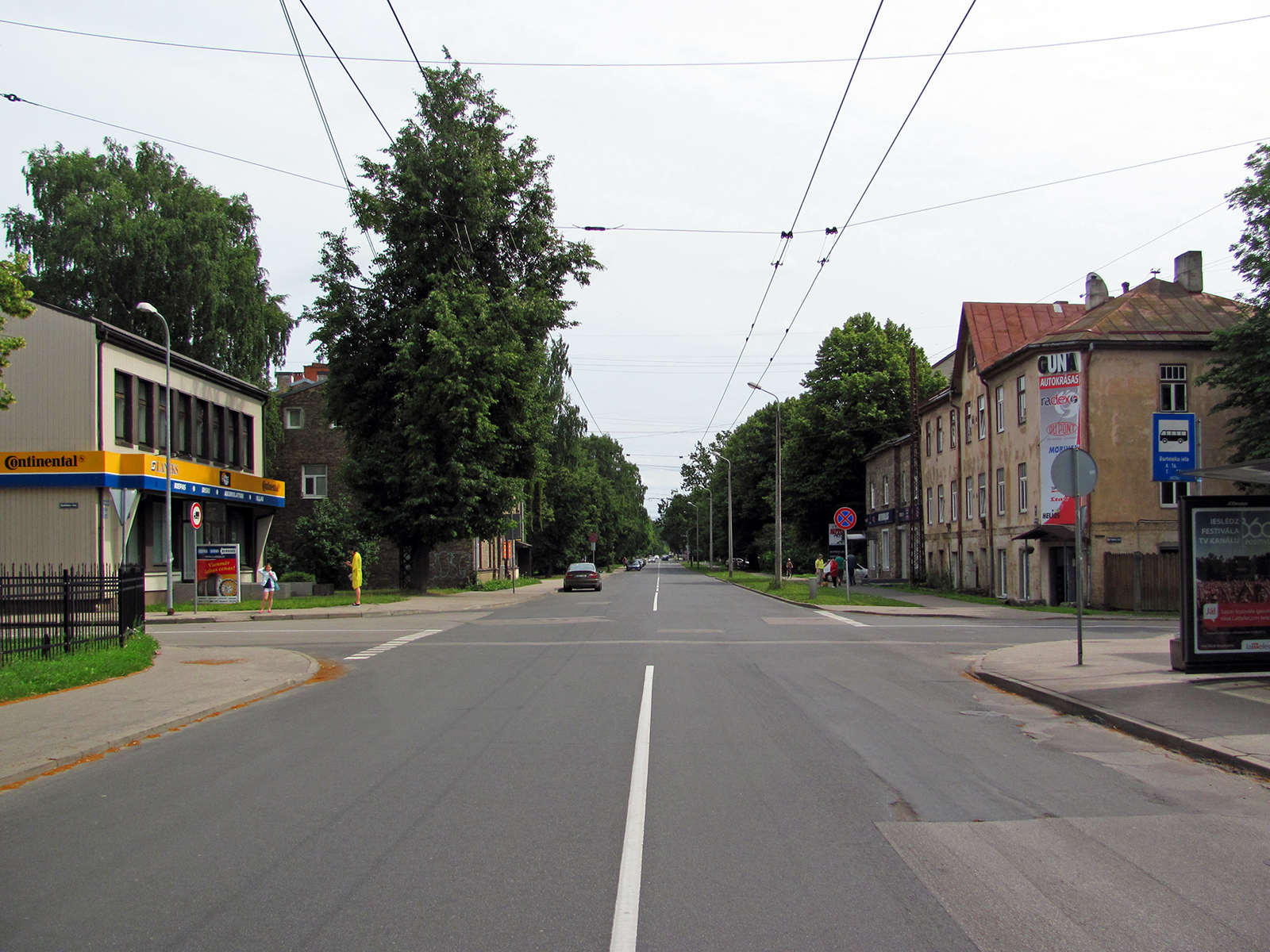
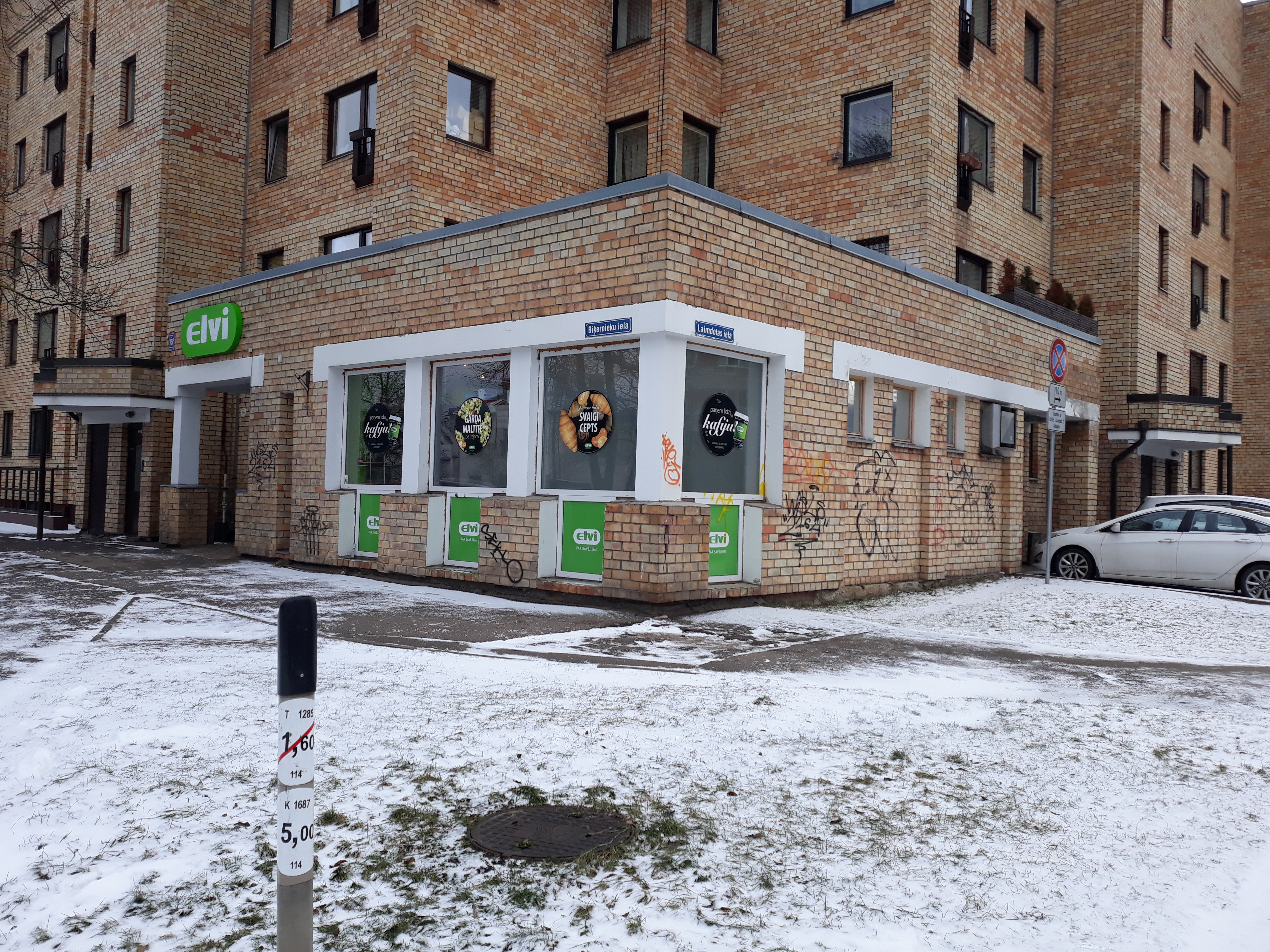

## Transports
- Bus :	15, 16, 21, 31, 33, 48, 63
- Trolleybus :	13, 14, 17, 18